# Saint-Secondin
Saint-Secondin är en kommun i departementet Vienne i regionen Nouvelle-Aquitaine i västra Frankrike. Kommunen ligger i kantonen Gençay som tillhör arrondissementet Montmorillon. År 2022 hade Saint-Secondin 531 invånare.

## Befolkningsutveckling
Antalet invånare i kommunen Saint-Secondin
| Referens: INSEE |